# Ctenus monticola
Ctenus monticola là một loài nhện trong họ Ctenidae.
Loài này thuộc chi Ctenus. Ctenus monticola được Elizabeth Bangs Bryant miêu tả năm 1948.